# Спіров Михайло Сергійович
Миха́йло Сергі́йович Спі́ров (2 липня 1892, Вишегорське — 17 червня 1973) — український лікар-анатом, професор, доктор медичних наук, заслужений діяч науки УРСР.

## Біографія
Народився 2 липня 1892 року в селі Вишегорському Сергацького повіту Нижньогородської губернії (сучасна Нижньогородська область) в родині священика.
В 1917 році закінчив Московський університет. Працював помічником проректора анатомії Вищої московської медичної школи. Учень В. М. Тонкова. З 1930 року — професор Київського медичного інституту. Завідував кафедрою нормальної анатомії Київського медичного інституту у 1930—1941 та 1944—1971 роках.

Могила Михайла Спірова

Помер у 80-річному віці 17 червня 1973 року. Похований в Києві на Байковому кладовищі (ділянка № 11).

## Наукова діяльність
Автор понад 60 наукових праць, присвячених дослідженню лімфатичної системи, вивченню будови центральної нервової системи, питанням тератології, методиці викладання анатомії та її історії.
Серед учнів Михайла Спірова — доктори наук Анатолій Архипович, Ігор Кефелі, Олександр Свиридов, Лідія Чернишенко тощо.

## Нагороди
Нагороджений орденами Трудового Червоного Прапора, «Знак Пошани».